# Bereznyak-Isayev BI-1
O Bereznyak-Isayev BI-1 foi um interceptor soviético de curto alcance movido a foguete desenvolvido durante a Segunda Guerra Mundial.
Projetos soviéticos de aeronaves movidas a jato começaram com os trabalhos de Sergey Korolev GIRD-6 em 1932. Seu interesse em voo estratosférico também foi compartilhado pelo marechal Mikhail Tukhachevsky que apoiou este trabalho precoce. Depois de uma longa série de testes veículos não tripulados, o foguete RP-318-1 de Korolev voou em 28 de fevereiro de 1940. Na primavera desse ano, o Instituto de Zhukovsky, no TsAGI, organizou uma conferência de chefes de projetistas de aeronaves sobre o tema de propulsão de foguetes. Em 12 de julho, o Conselho de Comissários do Povo (SNK) pediu o desenvolvimento de aeronaves estratosféricas de alta velocidade.

## Projeto Inicial
Projetista de aviões e chefe do OKB-293, Viktor Fedorovich Bolkhovitinov participaram da conferência no TsAGI junto com dois de seus principais engenheiros, A. Ya. Bereznyak e AM Isaev. O jovem Bereznyak tinha feito uma impressão em 1938 com um projeto de avião de alta velocidade que algum pensamento poderia quebrar o recorde mundial de velocidade. Bereznyak e Isaev ficaram animados com a ideia de projetar um avião movido a foguete, e seu "patrono" Bolkhovitinov aprovou. No outono de 1940, eles foram capazes de mostrar ao engenheiro Boris Chertok um projeto preliminar do "Projeto G". O projeto, composto em sua maioria de madeira compensada e duralumínio tinha um peso de decolagem de 1500 kg, e eles planejavam usar o novo motor de foguete 1.400 kgf em desenvolvimento no Instituto de Pesquisa de Propulsão a Jato (RNII). Chertok ficou surpreendido, pois a aeronave poderia subir quase verticalmente.
Bereznyak, Isaev e Chertok visitou RNII março 1941, mas o novo motor de foguete não estava funcionando ainda. O motor foi projetado por Leonid Dushkin, que tinha feito o motor RD-A-150 para o RP-318-1. Alimentado por querosene de trator e ácido nítrico fumante vermelho, ficou abaixo do esperado de 1400 kgf de empuxo. Designada D-1-A-1100, era esperado que alcance 1100 kgf. O "A" significava "nítrico", uma distinção de importância incomum e controvérsia entre os cientistas de foguetes soviéticos. A bomba propulsora do Dushkin estava causando problemas consideráveis. Era uma bomba de turbina conduzido pelo gás quente e do vapor a partir de uma pequena câmara de combustão alimentada com propulsores de foguetes misturados com água. Este sistema foi aperfeiçoado alguns anos mais tarde um motor RD-2M de Dushkin.
O D-1-A-1100 foi construído a partir de aço cromado. Neste ponto no tempo, os motores de foguetes russos foram construídos com a tecnologia de fabricação típica da fabricação de morto à pistão de aeronaves. Pesando 48 kg, ele pode ser dividido em seções de aço forjado discretos - uma cabeça cônica com 60 injetores de centrífugas, a câmara cilíndrica, e o bocal - juntou-se com parafusos e juntas de cobre. Ela foi aceso com uma vela de incandescência nicromo, mais tarde substituído por carboneto de silício. O motor foi arrefecido por ambos os propulsores, as paredes da câmara por um escoamento em espiral de combustível de entrada, e da secção do bico, o fluxo de oxidante.

## Desenvolvimento em Tempo de Guerra
Em 21 de junho, Isaev propôs um novo projeto usando o ar comprimido em vez de uma bomba para forçar combustível ao motor. No dia seguinte, a Operação Barbarossa trouxe a União Soviética para a Segunda Guerra Mundial, e o interceptor a jato de repente tornou-se importante. Bereznyak e Isaev começou um novo projeto mais detalhado, que terminaram em três semanas. Em 9 de julho, Bolkhovitinov e sua equipe do Projeto G reuniu-se com Andrey Kostikov do RNII. Dushkin não estava feliz com a ideia de contornar o desenho da bomba de combustível, mas apoiou o plano após receber uma carta co-assinada por Joseph Stalin. Depois de dar um relatório no Kremlin, eles foram obrigados a construir o avião e tiveram apenas 35 dias para fazê-lo. A ordem oficial foi de 1 de Agosto, mas o trabalho começou no final de julho. Os engenheiros foram autorizados a visitar as suas famílias, e, em seguida, literalmente vivaram na fábrica até que os aviões ficassem prontos.
O novo projeto foi chamado de "BI" para Blizhnii Istrebitel (Ближний Истребитель), que significa caça de curto alcance, mas as letras também foram compreendidas por todos como as iniciais de seus inventores: Bereznyak e Isaev. O plano original para incluía quatro metralhadoras ShKAS foi substituído por um projeto com um par de canhões de 20 mm ShVAK. O novo avião era um monoplano de asa baixa de 6,4 metros de comprimento, com uma envergadura de 6,5 metros e uma massa de decolagem estimado de 1.650 kg (incluindo 710 kg de propelente). Trabalhando em torno do relógio, os trabalhadores locais foram utilizados para construir os dois primeiros protótipos (BI-1 e BI-2). A pele era 2 mm de madeira compensada com uma cobertura de tecido colado. Os ailerons, elevadores e o leme foram cobertos com tecido, e as abas foram de duralumínio. Na secção dianteira foram 5 tanques de ar comprimido e 2 tanques de querosene. Na popa foram 5 tanques de ar comprimido e três tanques de ácido nítrico. Pressurizado a 60 atmosferas, os tanques foram feitos a partir de um aço de crómio e manganês e silício de alta resistência ("Chromansil") que não era particularmente resistentes à corrosão. Assim, os tanques de ácido teve de ser substituído periodicamente. O ar comprimido também foi usado para recolher e implantar o trem de pouso e para alimentar os canhões antiaéreos.
Em 1 de Setembro de 1941, BI-1 foi concluído e pronto para testes foi pilotado por Boris N. Kudrin. Motor do Dushkin ainda não estava pronto. Algumas semanas mais tarde, projetista de aviões rival AS Yakovlev rebocou o protótipo do motor para o TsAGI para ensaios em túnel de vento. Isto alarmou a equipe de Bolkhovitinov, porque seu patrono tinha um histórico complicado com Yakovlev, mas Alexander Sergeevich e projetista de aviões Ilya Florov estudaram os resultados do teste e deu-lhes bons conselhos para melhorias. Instabilidade foi corrigida ampliando o leme e adicionando duas placas circulares para a cauda do estabilizador horizontal.

## Voos de Teste Nos Urais
Em outubro, o OKB-293 e o RNII foram evacuados para os Urais, junto com a maioria da indústria de guerra de Moscou. A equipe de Bolkhovitinov estava estacionado na Bilimbay, e a equipe de Dushkin em Sverdlovsk, a cerca de 60 km de distância. Um posto de teste foi construído na margem do lago congelado Bilimbay, com um suporte de banco para manter o BI-1 durante os testes do motor. Um novo piloto de teste, Grigory Yakovlevich Bakhchivandzhi, foi designado para a equipe. Dushkin estava cada vez mais absorvido por outros trabalhos, incluindo o próprio projeto do avião-foguete RNII, o Kostikov-302. Ele atribuiu seu engenheiro Arvid V. Pallo para supervisionar a instalação e o teste do motor de foguete.
O ácido nítrico apresentou um problema constante, corroendo peças e causando queimaduras na pele e irritação das vias respiratórias. Tanques de solução de carbonato de sódio foram mantidos em torno dele para neutralizar derramamentos de ácidos. Em 20 de fevereiro de 1942, o motor explodiu durante um teste completo do sistema. A seção de bico foi explodida dentro do lago, e a cabeça do motor atingiu a parte de trás do assento do piloto, fazendo com que Bakhchivandzhi batesse contra o painel de instrumentos e ferindo-o levemente. Em uma linha de propulsor quebrado, ácido nítrico pressurizado encharcou Pallo. Felizmente, o raciocínio rápido ele mergulhou de cabeça em um tanque de solução de soda. Seu rosto estava amarelo da coloração ácida característica, mas os óculos o salvou de ficar cego. Para proteger o piloto no futuro, uma chapa de aço de 5,5 milímetros foi adicionada a parte de trás do assento.
Em abril de 1942, o BI-1 estava pronto para o teste na próxima aeródromo Koltsove. Uma comissão teste foi formada, com representantes de OKB-293, RNII e o laboratório de pesquisa da Força Aérea Soviética (NII VVS). Em 2 de maio, o piloto deixou o avião decolar cerca de 1 metro sob baixa pressão. Em 15 de maio, às 19:02, Bakhchivandzhi fez o primeiro voo real do BI-1, atingindo uma altitude de 840 metros e uma velocidade máxima de 400 km/h. A massa do avião foi reduzida a 1300 kg (apenas 240 kg de ácido nítrico e 60 kg de querosene carregado), e o motor foi operado sob uma pressão de apenas 500 kgf. O piloto fechou o motor de foguete depois de cerca de um minuto, quando uma luz indicou que estava superaquecendo. No pouso, o avião desceu muito rápido por causa da velocidade de avanço insuficiente, e o trem de pouso quebrou. O piloto saiu ileso e relatou que, a aterragem era difícil, mas no geral era um bom avião. O voo durou apenas 3 minutos e 9 segundos.
Em julho, Dushkin chamou Pallo para ajudar a trabalhar no "302" projeto de foguete-avião. Bolkovitinov perguntou Isaev para assumir e dominar a tecnologia de motores de foguete de combustível líquido. Isaev obteve permissão para visitar Valentin Glushko, o especialista soviético líder em motores de foguete, que foi, então, que trabalham em um laboratório especial para presos políticos. Glushko ensinou Isaev as técnicas complexas da câmara de cálculo de transferência de calor e design do motor, desenvolvido por ele mesmo e por Fridrikh Tsander no início dos anos 1930. O sistema de alimentação de Isaev propulsor era simples, mas produziu uma pressão de combustível irregular que diminui à medida que o ar comprimido era utilizado. Bolkovitinov e seus engenheiros lutaram com este problema, projetaram reguladores de pressão e até mesmo uma bomba de combustível de pistão impulsionada por ar comprimido, mas nenhuma dessas melhorias foram construídas. Muito danificado pelo ácido para voar com segurança, BI-1 foi aposentado e o segundo protótipo BI-2 foi preparado. Backchivadzhi fez o segundo voo em 10 de janeiro de 1943, chegando a 1100 metros, mas com o motor ainda desacelerado para uma velocidade máxima de 400 km/h. O primeiro voo tinha sido com o trem de pouso mantido para baixo, e um pouco de vibração tem sido observada. Desta vez, o voo foi feito com o trem de pouso retraído, e nenhuma vibração foi observada. O terceiro voo foi feito em 12 de janeiro (algumas fontes dizem 10 de fevereiro) por um piloto de teste temporário, Konstantin Gruzdev, enquanto Backchivadzhi estava consultando o projeto de Kostikov. Desta vez, o motor foi aberto para potência máxima de 1.100 kgf e uma velocidade de 675 km/h foi alcançado e uma altitude máxima de 2.190 metros. Durante o inverno, o trem de pouso foi alternado de rodas para esquis. No voo de Gruzdev, um esqui rompeu durante a decolagem, mas ele foi capaz de pousar com segurança. Backchivandzhi voltou a fazer voos no terceiro plano de teste de BI-3 em 11 de março, 14 e 21. Ele alcançou uma altitude máxima de 4000 metros com uma taxa máxima de subida de 83 metros por segundo.
O modelo testado em 21 de março estava com uma carga completa de munição. A maioria dos modelos de BI não continha um par real de canhões antiaéreos e alguns relatos afirmam que BI-4 foi utilizado para os testes de munições ao vivo. As armas nunca foram disparados em qualquer voo. O modelo BI-4 teria sido utilizado como molde para a produção em massa de 30 a 50 aeronaves modelo BI-VS pela fábrica de Andrey Moskalev. Moskalev carregou as armas ShVAK com uma carga de apenas 10 tiros. Em 27 de março, durante um voo de teste de baixa altitude, Backchivandzhi empurrou a velocidade do avião. Após 78 segundos, o avião entrou em um mergulho de 45 graus e se chocou contra o chão, matando o piloto. O acidente pôr fim a testes de voo, e uma longa investigação começou. Eventualmente, depois de testes em túnel de vento, foi determinado que o BI-1 perdeu o controle devido aos efeitos da velocidade transônica. Estimativas de Backchivandzhi relatou que o modelo alcançara entre 800 e 990 km/h, mas os instrumentos de gravação foram muito danificadas pelo acidente para uma medição confiável. 27 março é considerado um dia negro na história da aviação soviética, sendo também a data em que Yuri Gagarin morreu em um acidente de avião a jato. Em 1973, Backchivadzhi recebeu postumamente o título de Herói da União Soviética.